# Chema Martínez
José Manuel Martínez Fernández (Madrid, 22 d'octubre de 1971) conegut popularment i en l'entorn atlètic com Chema Martínez, és un atleta madrileny. En el seu palmarès destaquen les dues medalles obtingudes en 10000 metres en els Campionats europeus de 2002 (or) i 2006 (plata) celebrats a Múnic i Göteborg respectivament, a més de molts altres títols en diferents carreres.

## Dades personals
Va nàixer a Madrid el 22 d'octubre de 1971 i està casat amb Nuria Moreno (Olímpica a Sydney 2000 amb la selecció nacional d'Hoquei) amb la qual té una filla anomenada Paula, una altra que es diu Daniela i un xiquet anomenat Nicolás. És llicenciat en INEF, té un màster en Gestió en Administració i direcció de l'Esport pel COE i un curs de postgrau a més de màster en Gestió de Camps de Golf en la Universidad Europea de Madrid. El seu entrenador és Antonio Serrano.